# قصف استراتيجي

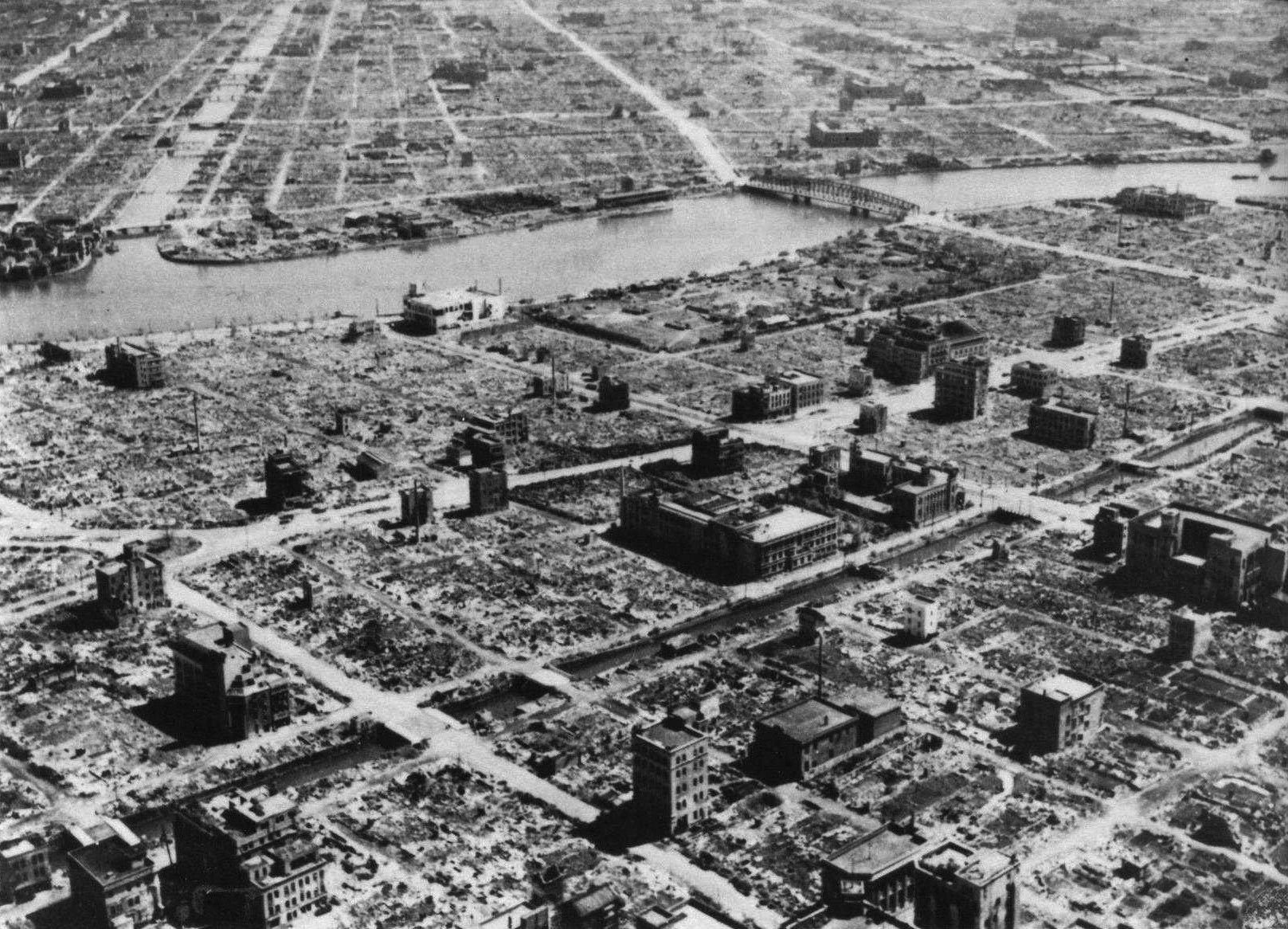
مدينة طوكيو بعد هجوم واسع بالقنابل الحارقة ليلة 9–10 مارس 1945، في واحدة من أكثر الغارات تدميرا في تاريخ الطيران العسكري. قصف طوكيو في الحرب العالمية الثانية خفض إنتاجية المدينة بمقدار النصف.

القصف الإستراتيجي هي إستراتيجية عسكرية تستخدم في الحرب الشاملة بهدف هزيمة العدو من خلال تدمير معنوياته أو تدمير قدرته الاقتصادية على إنتاج ونقل العتاد إلى مسرح العمليات العسكرية، أو كلاهما. وهو هجوم منظم يُنفذ من الجو وقد تُستعمل فيه قاذفات قنابل استراتيجية أو صواريخ طويلة المدى أو حتى قاذفة قنابل مسلحة نوويا. ويستهدف الهجوم أهدافا تعتبر حيوية عند العدو والتي بدونها لا يستطيع شن الحرب.
أحد أهداف الحرب هي إضعاف العدو، حتى يصبح خيار السلام أو الإستسلام مفضلا على مواصلة الحرب. ويستخدم القصف العسكري لتحقيق هذه الغاية.